# Pablo García
Pablo Gabriel García Pérez zkráceně jen Pablo García (* 11. května 1977, Pando, Uruguay) je uruguayský fotbalový trenér a bývalý fotbalový záložník.

## Přestupy
- z Montevideo Wanderers FC do Atlético Madrid zadarmo
- z Atlético Madrid do AC Milán zadarmo
- z AC Milán do AC Benátky zadarmo
- z AC Benátky do CA Osasuna zadarmo
- z CA Osasuna do Real Madrid za 4 000 000 Euro
- z Real Madrid do PAOK Soluň zadarmo
- z PAOK Soluň do Škoda Xanthi zadarmo

## Hráčská statistika
| Sezóna  | Klub                 | Liga             | Liga   | Liga | Ligové poháry | Ligové poháry | Ligové poháry | Kontinentální poháry | Kontinentální poháry | Kontinentální poháry | Celkem | Celkem |
| Sezóna  | Klub                 | Soutěž           | Zápasy | Góly | Soutěž        | Zápasy        | Góly          | Soutěž               | Zápasy               | Góly                 | Zápasy | Góly   |
| ------- | -------------------- | ---------------- | ------ | ---- | ------------- | ------------- | ------------- | -------------------- | -------------------- | -------------------- | ------ | ------ |
| 1996    | Montevideo Wanderers | Primera División | 18     | 0    | -             | 0             | 0             | -                    | 0                    | 0                    | 18     | 0      |
| 1997    | Montevideo Wanderers | Primera División | 17     | 1    | -             | 0             | 0             | -                    | 0                    | 0                    | 17     | 1      |
| 1998    | CA Peñarol           | Primera División | 9      | 0    | -             | 0             | 0             | -                    | 0                    | 0                    | 9      | 0      |
| 1998/99 | Atlético Madrid      | Primera División | 0      | 0    | ŠP            | 0             | 0             | -                    | 0                    | 0                    | 0      | 0      |
| 1999/00 | Atlético Madrid      | Primera División | 0      | 0    | ŠP            | 0             | 0             | UEFA                 | 2                    | 0                    | 2      | 0      |
| 2000/01 | AC Milán             | Serie A          | 5      | 0    | IP            | 0             | 0             | LM                   | 1*                   | 0*                   | 6      | 0      |
| 2001/02 | AC Benátky           | Serie A          | 14     | 0    | IP            | 0             | 0             | -                    | 0                    | 0                    | 14     | 0      |
| 2002/03 | CA Osasuna           | Primera División | 22     | 1    | ŠP            | 0             | 0             | -                    | 0                    | 0                    | 22     | 3      |
| 2003/04 | CA Osasuna           | Primera División | 27     | 4    | ŠP            | 0             | 0             | -                    | 0                    | 0                    | 27     | 4      |
| 2004/05 | CA Osasuna           | Primera División | 29     | 1    | ŠP            | 1             | 0             | -                    | 0                    | 0                    | 30     | 1      |
| 2005/06 | Real Madrid          | Primera División | 22     | 0    | ŠP            | 0             | 0             | LM                   | 4                    | 0                    | 26     | 0      |
| 2006/07 | Celta de Vigo        | Primera División | 14     | 0    | ŠP            | 0             | 0             | UEFA                 | 5                    | 0                    | 19     | 0      |
| 2007/08 | Real Murcia          | Primera División | 21     | 0    | ŠP            | 0             | 0             | -                    | 0                    | 0                    | 21     | 0      |
| 2008/09 | PAOK Soluň           | Řecká Superliga  | 20     | 0    | ŘP            | 3             | 0             | -                    | 0                    | 0                    | 23     | 0      |
| 2009/10 | PAOK Soluň           | Řecká Superliga  | 30     | 2    | ŘP            | 3             | 0             | EL                   | 4*                   | 0*                   | 37     | 2      |
| 2010/11 | PAOK Soluň           | Řecká Superliga  | 28     | 2    | ŘP            | 5             | 0             | LM+EL                | 2*+9*                | 0*+0*                | 44     | 2      |
| 2011/12 | PAOK Soluň           | Řecká Superliga  | 27     | 1    | ŘP            | 3             | 0             | EL                   | 8*                   | 1*                   | 38     | 2      |
| 2012/13 | PAOK Soluň           | Řecká Superliga  | 4      | 0    | ŘP            | 3             | 0             | EL                   | 2*                   | 0*                   | 9      | 0      |
| 2013/14 | PAOK Soluň           | Řecká Superliga  | 0      | 0    | ŘP            | 2             | 0             | -                    | 0                    | 0                    | 2      | 0      |
| 2014    | Škoda Xanthi         | Řecká Superliga  | 3      | 0    | -             | 0             | 0             | -                    | 0                    | 0                    | 3      | 0      |
| Celkově | Celkově              | Celkově          | 310    | 12   | -             | 20            | 0             | -                    | 37                   | 1                    | 367    | 13     |

Poznámky
- i s předkolem.

## Úspěchy

### Reprezentační
- 1× na MS (2002)
- 2× na Copa América (1999 – stříbro, 2007)
- 1× na Konfederační pohár FIFA (1997)
- 1× na MS 20 let (1997 – stříbro)